# 伯比丘鄉
44°02′N 24°34′E / 44.033°N 24.567°E
伯比丘鄉（羅馬尼亞語：Comuna Băbiciu, Olt），是羅馬尼亞的鄉份，位於該國南部，由奧爾特縣負責管轄，面積30平方公里，海拔高度64米，2007年人口2,288，人口密度每平方公里77人。